# Sawang (Samudera)
Sawang is een bestuurslaag in het regentschap Aceh Utara van de provincie Atjeh, Indonesië. Sawang telt 1355 inwoners (volkstelling 2010).